# سباستین شیمل
سباستین شیمل (انگلیسی: Sébastien Schemmel؛ زادهٔ ۲ ژوئن ۱۹۷۵) بازیکن فوتبال اهل فرانسه است.
از باشگاه‌هایی که در آن بازی کرده‌است می‌توان به باشگاه فوتبال وستهام یونایتد، باشگاه فوتبال متس، باشگاه فوتبال نانسی، باشگاه فوتبال پورتسموث، و باشگاه فوتبال لو آور اشاره کرد.